# 单墫
单墫（1943年11月1日—），江苏泰州人，生于天津，中国数学教育家，中国共产党党员。曾担任中国数学奥林匹克委员会委员、数学奥林匹克国家教练组组长、国家队副领队、领队，并五次被聘请为国家集训队教练，带领中国国家队获得国际数学奥林匹克竞赛团体总分第一，为中国数学竞赛发展做出重要贡献。

## 经历

### 好学不倦
单墫于1943年11月1日出生于天津，有三个姐姐和一个哥哥，其祖父为泰州名儒，父亲曾经是资本家。单墫中学就读于南京市第五中学，高一时曾经读过高扬芝所撰写的《极限浅说》，对其中关于曲边三角形求解面积问题印象深刻，这成为其后来从事数学科普的重要原因 。1960年，单墫参加高考，因为出身原因仅录取到最后的第十二志愿 ，考入扬州师范学院数学系，并于1964年毕业。
1964年投考研究生失败后 ，于秋天开始任教于南京市第四女子中学 。文化大革命期间，通过和各家书店营业员沟通，购买了大量数学书籍 ，并通过阅读《毛泽东语录》的英文、德文和日文版来学习外语，同时阅读了《毛泽东选集》的英文甲种本和乙种本，翻译了英文版数学书籍《组合数学》与英文小说《混血姑娘》 。

### 再入大学
1977年10月，中国科学技术大学开始招收研究生，期间接到当时为工人的李克正来信，数学系常庚哲与彭家贵两人专程前往江苏对其进行考察 ，两人来到江苏后发现仅有李克正与单墫报考 ，于是临时决定同时对两人提前进行考察。经过考试，常庚哲认为单墫基础深厚而李克正颇有天赋，于是决定一并录取 ，但是单墫由于出身不好，尽管在常庚哲的争取下，直到1978年4月才正式进入中国科学技术大学 ，与李克正和1977年10月就进入中国科学技术大学的肖刚共住一间 。
考入中国科学技术大学后，由于中科大师资紧张，单墫承担了许多教学任务 ，同时因为年龄较大又是临时破格录取入校，自愿指导单墫的常庚哲不久后又长期出国，结果单墫一时没有导师，也没有研究方向 。在中国科学技术大学教学过程中，单墫开始撰写科普性的小册子和文章，如《几何不等式》《覆盖》《图论》等等 。单墫在科普方面有了一定名气后，在假期有时还受邀到上海、合肥、南京等地进行讲学活动 。
来到中科大两年后，师从著名数学家王元，从事数论方向研究 。1980年底，师从王元院士两个月后，在王元和曾肯成的指导下，单墫完成了论文《关于素数幂和的一个问题》，原定于1981年8月进行博士论文答辩，但是由于该论文迟迟未能发表，而与之相似的一篇论文呢已经在1981年初在国外发表，经过讨论最后这仍成为其学位论文 。此外单墫又发表了数篇论文，其中《希尔伯特不等式》评价最好，这些论文在陈景润主持的博士论文答辩会上得到了高度评价 。1983年5月13日，单墫获得理学博士学位。1983年5月20日，作为1980年《中华人民共和国学位条例》颁布后首批毕业的十八名博士之一，单墫在人民大会堂领取了博士证书，大会由时任总理赵紫阳主持 。单墫获得了郭沫若奖学金 。

### 投身教育
1985年中国开始参加国际数学奥林匹克后，单墫开始活跃于数学竞赛界。1989年，单墫担任第三十届数学奥林匹克国家队副领队与教练组组长，带领中国队首次取得总分第一的成绩，同年开始任教于南京师范大学数学系。1990年，第三十一届国际数学奥林匹克竞赛在中国举办，单墫担任中国国家队领队，并率领国家队在国际数学奥林匹克竞赛上再次取得总分第一的成绩。在1989年、1990年、1991年，三次受到国家教委和中国科协表彰。
1991年，单墫被评为全国优秀教师，开始享受国务院特殊津贴。1992年，开始任南京师范大学数学系系主任直至1994年，同年被授予国家级有突出贡献的中青年专家称号，当选中共十四大代表。1997年，单墫被评为南京师范大学优秀学科带头人，获得江苏省“红杉树”园丁奖。
此外，单墫还曾担任国家教委理科实验班专家组组长，南京市第九届、第十届政协委员，南京数学学会理事长，美国《数学评论》评论员，广州大学教育软件所兼职研究员等职务，为博士生导师。

## 影响
单墫是中国改革开放后最早的十八名博士之一，在读博士期间就已经在数学普及上进行了许多工作，编写了《几何不等式》《覆盖》《图论》等大量科普性著作。
从1985年中国开始参加国际数学奥林匹克以来，单墫长期活跃于中国数学竞赛界，为中国数学竞赛水平的迅速发展做出了巨大贡献，并多次受到党和国家领导人接见。单墫担任过中国国家队的教练组组长、领队、副领队等职务，在其担任教练组组长期间中国国家队在国际奥林匹克竞赛首次拿下了团体总分第一，次年作为中国国家队领队带领中国国家队再次获得团体总分第一。
此外其撰写的《数学竞赛研究教程》《解题研究》等成为数学竞赛领域的经典著作，并曾获“中国图书奖”一等奖。此外其主编的“数学奥林匹克命题人讲座”等丛书为中国数学竞赛领域的知名参考资料，《数列与数学归纳法》《集合与对应》《因式分解技巧》《解析几何的技巧》《算两次》等著作被选入“数学奥赛辅导丛书”“数学奥林匹克小丛书”“数学奥林匹克命题人讲座”等数学竞赛丛书中。
由于其数学教育上的贡献，单墫被评为全国优秀教师，获得江苏省“红杉树”园丁奖。

## 著作
单墫出版各类著作较多，以数学普及与数学竞赛方面为主，也曾翻译多本数学方面书籍。其部分著作曾多次出版，所列出版年份未必为该书首次出版年份。以下列出其部分著作。

### 普及
- 《几何不等式》（1980年，上海教育出版社）
- 《算两次》（2001年，中国科学技术出版社）
- 《平面几何中的小花》（2002年，上海教育出版社）
- 《解题研究》（2002年，南京师范大学出版社）
- 《数学竞赛研究教程》（2009年，江苏教育出版社）
- 《解析几何的技巧》（2009年，中国科学技术出版社）
- 《初等数论的知识与问题》（2011年，哈尔滨工业大学出版社）
- 《我怎样解题》（2013年，哈尔滨工业大学出版社）

### 史话
- 《数学竞赛史话》（1990年，广西教育出版社）

### 译著
- 《几何不等式》（1991年，北京大学出版社）
- 《近代欧氏几何学》（2012年，哈尔滨工业大学出版社）
- 《近代的三角几何学》（2012年，哈尔滨工业大学出版社）